# Mitteleuropa

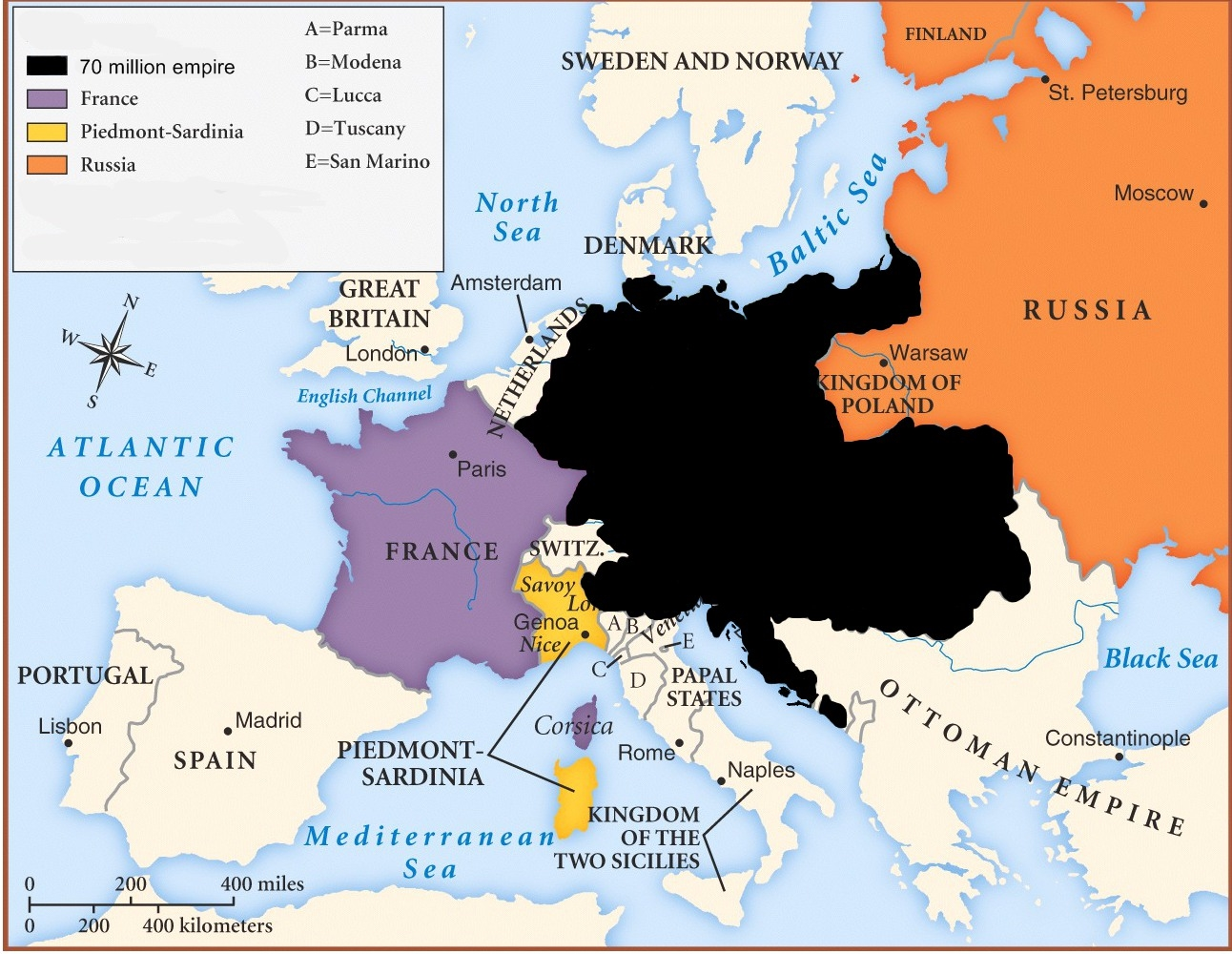
Případné spojení Německé a Rakouské říše (hranice z 50. let 19. století)

Mitteleuropa je německý výraz pro střední Evropu a pangermánský koncept vytvoření Německé říše ve střední Evropě pod německým (pruským) či habsburským vedením.

## Historie

### Před první světovou válkou
Již v polovině devatenáctého století vznikly myšlenky na středoevropskou federaci. Autorem byl Constantin Frantz. Argumentovalo se ekonomickými a geopolitickými vazbami. Takováto říše měla být protiváhou Francii, Británii i Rusku. Poprvé termín formálně zavedl Lorenz von Stein a Karl Ludwig von Bruck. Cílem byly vzájemně propojené středoevropské konfederace pod Rakouským vedením. Když Rakousko prohrálo válku s Pruskem, muselo se vzdát nároků na vedení střední Evropy a německých států. Později se v Rakousku vyvíjel koncept Mitteleuropa jako alternativa k německé otázce. A to v podobě sjednocení multietnické Rakouské říše a Německého císařství pod vedením Habsburské dynastie.
V (tehdy) nesjednoceném Německu začaly dominovat politicko-etnické vize Mitteleuropy. Myšlenky se chopili liberálové, socialisté i nacionalisté. S koncepcí Mitteleuropy byla v Německu spojena i nová německá kolonizace. Ostsiedlung byl ve 14. století ukončený kvůli černé smrti. Zároveň se v plánech často vyskytovaly výrazné protislovanské názory. Po vypuknutí první světové války Německo vyhlásilo tzv. Septemberprogramm (zářijový program). Podle něj měla být Mitteleuropa po vyhrané válce pod kontrolou Německé říše.

### Pruský plán

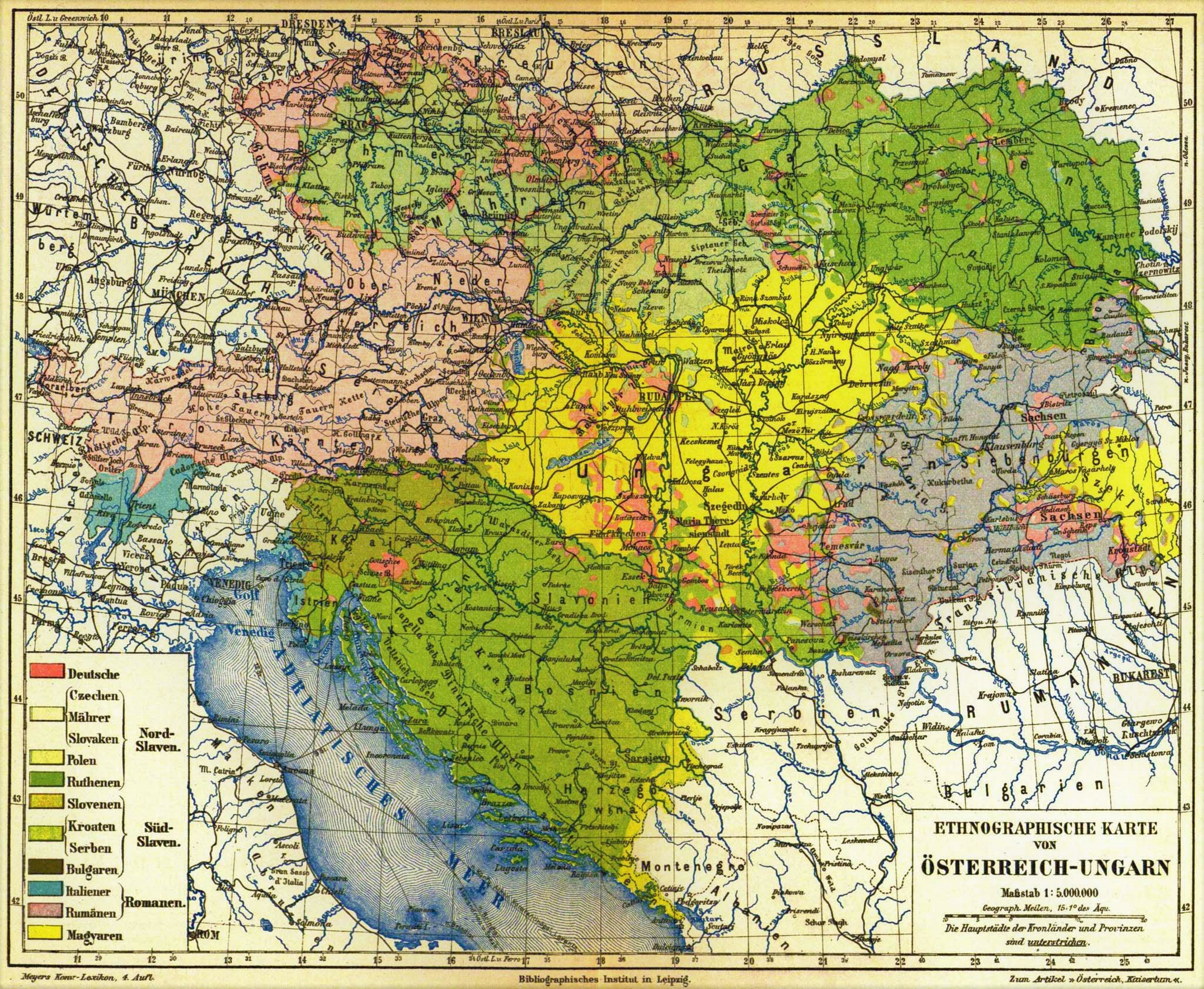
Mnohonárodnostní Rakousko-Uhersko

Prusko plánovalo stát se ekonomickým, kulturním i politickým hegemonem nad oblastí střední Evropy. Následně mělo docházet k finančnímu vykořisťování těchto oblastí. Německé impérium mělo anektovat rozsáhlé oblasti nebo vytvářet loutkové státy, které by podléhaly přímé kontrole Berlína. Do pohybu se myšlenka dala po začátku první světové války.
V roce 1915 se myšlenky Mitteleuropy chopil německý teolog a politik Friedrich Naumann. Podle jeho návrhu měly všechny národnosti mít zaručená svoje národnostní, kulturní i jazyková práva. Nová Německá říše měla dle jeho představ střední Evropu stabilizovat. Na Krymu měl být loutkový stát a pobaltské státy měly být klientskými.
Plán přijali a v průběhu války rozpracovali i němečtí představitelé. Německo mělo postupně vytvářet ve střední a východní Evropě svoje loutkové státy. Ekonomické, vojenské i politické aspekty měly podléhat absolutní kontrole Německé vlády. Mitteleuropa by měla pro Německo enormní ekonomické výhody. Německo by se stalo světovou ekonomickou velmocí, která by konkurovala svým mocenským soupeřům, kterými byly Spojené státy americké a Spojené království.
Plán měl i přesto několik oponentů i v samotném Německu, např. historik Erik Marcks.

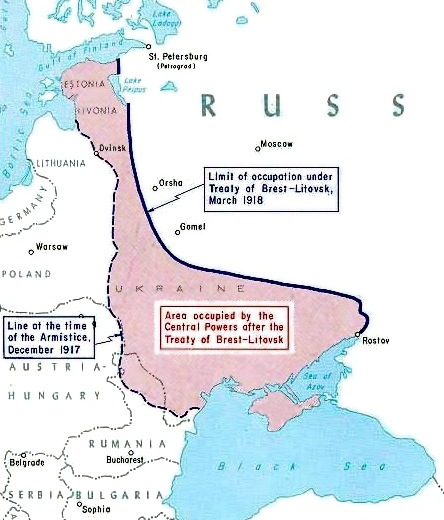
Východní fronta po kolapsu carského Ruska

Části plánu Německo zrealizovalo v průběhu po kolapsu Ruska, kdy založilo loutkové státy na Ukrajině, Bělorusku a Finsku. Nejblíže k vyhrané válce, po které se měl pruský plán Mitteleuropa zrealizovat, měly Spolkové mocnosti během Ludendorffových ofenziv, které málem rozhodly válku. Původním plánem bylo zahnat zničenou britskou armádu k moři a obklíčit u severních Flander a Dunkerku. Generál Ludendorff však udělal chybu. Síly rozdělil a bojoval i na jihu proti francouzské armádě. Proto byl postup zastaven a dohodové armády mohly počkat do příchodu amerických sil. Německo s Rakouskem-Uherskem nakonec válku prohrálo. Plány Mitteleuropy však přepracovali nespokojení krajně pravicoví politici, budoucí nacionální socialisté.